# Bili Oslawy
Bili Oslawy (ukrainisch Білі Ослави; russisch Белые Ославы Belyje Oslawy, polnisch Osławy Białe) ist ein Dorf in der ukrainischen Oblast Iwano-Frankiwsk mit etwa 4560 Einwohnern (2024).

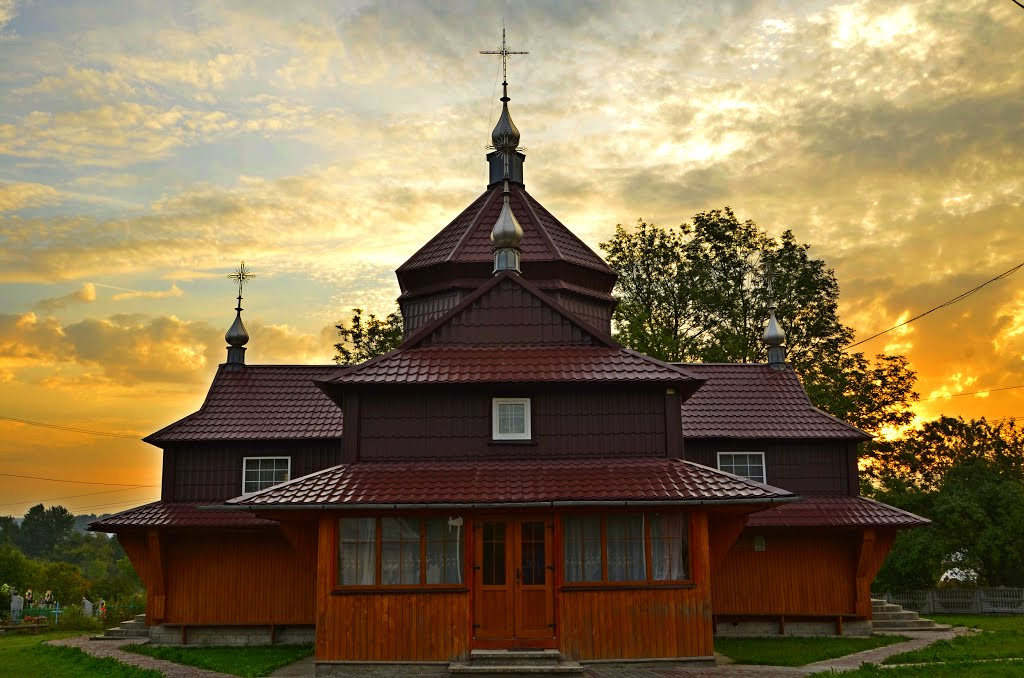
Kirche im Ort

Das erstmals 1745 schriftlich erwähnte Dorf liegt im Osten der historischen Landschaft Galizien im Tal der Oslawa (Ослава), einem 15 km langen Nebenfluss des Pruth 20 km südöstlich vom Rajonzentrum Nadwirna und etwa 55 km südlich vom Oblastzentrum Iwano-Frankiwsk.
Am 12. Juni 2020 wurde das Dorf ein Teil der neu gegründeten Siedlungsgemeinde Deljatyn im Rajon Nadwirna, bis dahin bildete es die Landratsgemeinde Bili Oslawy (Білоославська сільська рада/Bilooslawska silska rada) im Osten des Rajons.